# Mamma che notte!
Mamma che notte! (Moms' Night Out) è un film del 2014 diretto dagli Erwin Brothers.
Film commedia statunitense con protagonisti Sarah Drew e Sean Astin.

## Trama
Allyson e le sue amiche Sondra e Izzy desiderano trascorrere una serata in tranquillità per cenare insieme e parlare, senza i loro bambini intorno. Per riuscirci, affidano ai loro mariti il compito di badare ai figli.